# William Morrison (Kaskaskia)
Bör ej förväхlas med köpmannen William Morrison, pälshandlare i Wisconsin och Minnesota.
William Morrison, född 1763 i Doylestown, Pennsylvania, död 1837 i Kaskaskia, Illinois, var en framgångsrik pälshandelsentreprenör och köpman vars verksamhet sträckte sig till Klippiga Bergen och New Orleans. Han var associerad med Manuel Lisa och en bolagsman i Missouri Fur Company.

## Affärsverksamhet
William Morrison kom till Kaskaskia från Philadelphia 1790. Han var den aktive partner i firman Bryant & Morrison, som han ägde tillsammans med sin morbror i Philadelphia, och genom hans insatser fick gott renommé och solida finanser. När Morrison kom till Kaskaskia var det en av de största städerna väster om Appalacherna. Även när företaget väхte förblev handelsboden i Kaskaskia centrum för dess verksamhet både vad gällde detaljhandel och partihandel. Därifrån utgick leveranser såväl till Morrisons egen handelsbod i Cahokia i Illinois som till handelsmän i Saint Louis, Ste. Genevieve och Cape Girardeau i Missouri. Morrison försåg även olika indiangrupper och de som handlade med indianerna med varor. Under 1812 års krig levererade han proviant till de amerikanska trupperna. Företagets leveranser ägde rum på egna kölar på Mississippifloden.

## Santa Fe
1804 hade William Morrison satsat 2 000 dollar i varor i en handelsexpedition, ledd av Jean Baptiste LeLande, med syfte att öppna upp handelsvägarna till Santa Fe. Den spanska merkantilistiska kolonialpolitiken förbjöd emellertid Nya Spanien att ha direkta kontakter med utländska handelsmän och expeditionens medlemmar arresterades och dess varor konfiskerades. När LeLande inte återvände sände Morrison ut doktor John H. Robinson för att ta reda på vad som hänt. Robinson medföljde Zebulon Pikes Santa Fe-expedition 1806 och blev i likhet med denne också arresterad av de spanska myndigheterna när de gick över gränsen till spanskt territorium.

## Familje- och privatliv
William Morrison gifte sig 1794 (?) med Catherine Thamur dit Lasource. 1798 gifte han sig i Kaskaskia 1798 med Euphrasia Huberdeau (1780–1812) från Ste. Genevieve, Missouri. Till religionen var Morrison kväkare när han kom från Philadelphia, men i Kaskaskia övergick han till den romersk-katolska tron. Familjen bodde i ett vackert stenhus i Kaskaskia. Över åren förvärvade Morrison en stor förmögenhet och skaffade sig många slavar. Enligt folkräkningen 1825 ägde han 22 slavar och tillhörde därmed grevskapets största slavägare.